# SnatchBot
SnatchBot – darmowe narzędzie do tworzenia chatbotów na portalach społecznościowych wykorzystujące chmurę obliczeniową.

## Historia
SnatchBot został utworzony w 2015 roku przez Henriego Ben Ezra i Aviego Ben Ezra i jest jedną z firm nowych technologii z miasteczka Herzliya Pituach w Izraelu.
W lipcu 2017 roku Snatchbot sponsorował szczyt Chatbot Summit w Berlinie. W grudniu 2017 roku ponad 30 milionów użytkowników komunikowało się z chatbotami opartymi na platformie SnatchBota.

## Usługi
SnatchBot pomaga użytkownikom w tworzeniu botów w aplikacjach takich jak Facebook Messenger, Skype, Slack, Twitter, SMS, czy w innych portalach społecznościowych.
SnatchBot dostarcza również darmowych modeli do przetwarzania języka naturalnego. W połączeniu z narzędziami uczenia maszynowego firmy, platforma pozwala na tworzenie chatbotów zdolnych do analizowania intencji użytkownika.